# Островиця (Західнопоморське воєводство)
Островиця (пол. Ostrowica) — село в Польщі, у гміні Пижиці Пижицького повіту Західнопоморського воєводства.
У 1975-1998 роках село належало до Щецинського воєводства.